# كارلوس أراغونيس
كارلوس أراغونيس إسبينوزا (بالإسبانية: Carlos Aragonés Espinoza) (مواليد 16 فبراير 1956) لاعب كرة قدم بوليفي سابق ومدرب حالي. مثل منتخب بوليفيا لكرة القدم من 1977 إلى 1981 ولعب معه 31 مباراة وسجل 15 هدفاً.

## وصلات خارجية
- كارلوس أراغونيس على موقع الاتحاد الدولي (مؤرشف)  (الإنجليزية)
- كارلوس أراغونيس على موقع قاعدة بيانات كرة القدم.إي يو (الإنجليزية)
- كارلوس أراغونيس على موقع ناشيونال فوتبول تيمز (الإنجليزية)
- كارلوس أراغونيس على موقع Soccerway.com (الإنجليزية)
- كارلوس أراغونيس على موقع عالم كرة القدم.نت (الإنجليزية)